# بيتر هندريكس (لاعب اتحاد الرغبي)
بيتر هندريكس (بالإنجليزية: Pieter Hendriks)‏ هو لاعب اتحاد الرغبي جنوب أفريقي، ولد في 13 أبريل 1970 في دوغلاس ‏ في جنوب أفريقيا.

## وصلات خارجية
- بيتر هندريكس عل موقع إسبنسكروم (الإنجليزية)